# Badumna scalaris
Badumna scalaris là một loài nhện trong họ Desidae.
Loài này thuộc chi Badumna. Badumna scalaris được miêu tả năm 1872 bởi Ludwig Carl Christian Koch.